# Galerías Pacífico
Галерея Пасифико (исп. Galerías Pacífico) — торговый центр, расположенный на углу улиц Флорида и Авенида Кордова. Это один из самых важных и традиционных зданий города Буэнос-Айрес, Аргентина. В одной части здания расположен Культурный центр Borges.

## История
Проект здания, спроектированного инженером Эмилио Агрело и архитектором Roland Le Vacher, был разработан в 1888 году в штаб-квартире компании Au Bon Marché, которое стало затем одним из самых важных в процветающей столице Аргентины. Проект был вдохновлен великими европейскими галереями, такими как Vittorio Emanuele II в Милане, Италия, и были использованы некоторые технологические достижения того времени такие как механические подъемники, освещение и централизованное отопление.
Тем не менее, изначально предполагаемое использование здания не было осуществлено, и помещения были заняты магазинами под различными торговыми марками, объединенными в здании под названием Галерея Флорида. Строительство первого сектора здания было завершено около 1894 года (угол Флорида и Кордоба), а второго в 1898 году (угол Авенида Сан-Мартин и улицы Viamonte). В 1896 году в здании разместились Национальный музей изящных искусств и Национальная Академия изобразительных искусств. В 1889 году была построена Гостиница Феникс примыкающая к Галерее Флорида (сегодня это отель Esplendor (Великолепие)), занимающий северо-восточный угол галереи, поскольку первоначальный проект никогда не будет реализован. Другие участки на улице Авенида Сан-Мартин также были в разных руках, и в настоящее время здесь построены несколько частных зданий.
Считается, что галерея прекратила существование в 1905 году. Вскоре после этого, в 1908 году, из-за различных экономических проблем здание было продано Ferrocarril Buenos Aires al Pacífico (Тихоокеанской железной дороге), которая сделала его своей штаб-квартирой и от неё здание имеет своё нынешнее название. Между 1945 и 1947 годами, с наступлением более благоприятной экономической среды, здание было перестроено многократно, отделяя рабочую зону нового торгового центра. Проект курировали архитекторы Хосе Аслан и Эктор Ezcurra. В это время был построен великолепный купол здания с росписями Антонио Берни, Лино Спилимберго, Хуана Карлоса Кастанино, Деметрио Urruchua и Колмейро Мануэля Гимарайнша, причем последний не только Аргентинский художник.
В книге «Доктрина шока» писательница Наоми Кляйн описывает, как здание использовалось для содержания под стражей и пыток, военной хунтой правившей Аргентиной с 1976 по 1983:
В 1987 году съемочная группа снимала в подвале Galerias Pacifico, одного из самых роскошных торговых центров в центре Буэнос-Айреса, они были в ужасе, когда они обнаружили следы пыток. Выяснилось, что во время диктатуры, первый армейский корпус содержал здесь арестантов, некоторые из их исчезли в недрах торгового центра. На стенах подземелья еще можно было видеть следы оставленные бывшими заключенными: имена, даты, просьбы
.
Случайно, одиннадцать лет спустя, Артуро Сантана, директор португальского фотоагентства, ранее бывший среди жертв пыток, проводимых там, игнорировавший это место, получив задание, для своей съемочной группы для документальной съёмки галереи, получил доступ к подвалам помещения неожиданно почувствовал себя плохо, оказавшись на том самом месте, где он был похищен и подвергнут пыткам электрическим током в течение четырёх или пяти дней в 1976 году.
В 1989 году здание было объявлено Национальным историческим памятником, и в начале 1990 года был полностью отремонтировано и превращено в роскошный торговый центр, один из самых эксклюзивных в Буэнос-Айресе, с названием Galerias Pacifico. Проект был осуществлён архитектором Хуан Карлосом Лопесом и его помощниками.
В 2006 году торговый центр получил вклад международного значения сделанный скульптором Мендосой Хулио Ле Парком.
Сегодня в центре расположены наиболее посещаемые туристами магазины и местные торговые дома престижных международных брендов, такие как Swarovski, Tommy Hilfiger, Lacoste, Christian Lacroix, Rochas, Brooskfield, Chanel, Cacharel и другие. Он также имеет большой фуд-корт и другие коммерческие помещения.